# Anna, soror...
Anna, soror… (Анна, сестра… (лат.)) — новелла французской писательницы Маргерит Юрсенар, выпущенная в Париже в 1934 издательством Грассе, и, в окончательном виде, там же в 1981 издательством Галлимар.

## Сюжет
Темой новеллы является кровосмесительная связь между братом и сестрой. Действие происходит в Неаполитанском королевстве в самом конце XVI века. Испанский офицер дон Альваро де Ла Серна женился на Валентине Монтефельтро, последней представительнице древнего и славного рода. В этом браке родились двое детей, Анна и Мигель. Альваро, холодный и жесткий человек, «снедаемый честолюбием, часто впадающий в исступленное религиозное покаяние», детьми не занимался, поручив их жене. Донна Валентина, воспитанница знаменитой Виттории Колонны, была женщиной, настроенной мистически, но скорее в платоновском, чем в христианском духе, и привила детям стремление к возвышенным и совершенным чувствам.
Дети были очень привязаны друг к другу, и со временем привязанность превратилась в более сильное чувство. После смерти матери, не выдержавшей тяжелого малярийного лета, они больше не могли сопротивляться своей взаимной страсти, но сознание греховности содеянного заставило Мигеля после пяти ночей запретной любви на страстной неделе в замке Сант-Эльмо искать смерти на борту королевской галеры в схватке с варварийскими пиратами.
Похоронив брата, Анна отправилась в Испанские Нидерланды ко двору инфанты Изабеллы, где вышла замуж за фламандского дворянина Эгмонта де Виркена. Оставшуюся жизнь она провела среди скорбных воспоминаний в землях нелюбимого мужа в Пикардии. Дон Альваро, догадывавшийся о том, что дочь стала причиной смерти его наследника, не смог её простить, и, уйдя с королевской службы, сам принял монашеский постриг.

## Создание новеллы
«Anna, soror...» была одним из ранних произведений Юрсенар. Изначально, она была частью «обширного и хаотичного проекта романа», который должен был называться «Водоворот», и содержал зародыши многих позднейших произведений писательницы. Первоначальный вариант был написан в 1925 в Неаполе и на пути из него, и в 1934 был издан в составе сборника из трех новелл «Повозкой правит смерть» под названием «По мотивам Эль Греко».
В 1981 новелла была издана в окончательной редакции, а в следующем году переиздана в составе сборника «Как текучая вода». По словам Юрсенар, при подготовке этого варианта она сделала немало стилистических исправлений, а также внесла несколько правок в сюжет.

## Авторские пояснения
Понимая, что обращение к скользкой теме инцеста может вызвать немало вопросов, Юрсенар сопроводила окончательный текст развернутым послесловием, в котором объяснила свой интерес к этому сюжету, приведя перечень произведений классической и современной литературы, где описывалась кровосмесительная связь брата и сестры:
- «Как жаль, что она шлюха» (1633) Джона Форда
- «Персидские письма» (1721) Монтескьё
- «Годы учения Вильгельма Мейстера» (1795—1796) Гёте (там эта тема только обыгрывается)
- «Рене, или Следствия страстей» (1802) Шатобриана
- «Абидосская невеста» (1813), «Манфред» (1816—1817), «Каин» (1821) Джорджа Байрона
- «Кровь Вёльсунга» (1921), «Иосиф и его братья» (1926—1943) и «Избранник» (1951) Томаса Манна
- «Африканская исповедь» (1930) Роже Мартена дю Гара

По мнению Юрсенар, которая сходится в этом с Томасом Манном,

...в сюжетах об инцесте преобладают две темы: во-первых, союз двух исключительных существ, объединенных общей кровью, отделенных от других людей своими выдающимися достоинствами, и, во-вторых, заблуждение разума и чувств, приводящее к нарушению закона.— Юрсенар М. Послесловие, с. 371
Писательница, которую критики неоднократно упрекали в мизогинии, представила Мигеля натурой более благородной, понимающей, что столь тяжкий грех можно искупить лишь ценой жизни, тогда как Анна провела всю оставшуюся жизнь не в раскаянии, но в безутешном горе от потери любимого.
В ответ на возможные вопросы о том, не лежит ли в основе новеллы личный инцестуальный опыт, писательница сообщает:

Почему я выбрала тему кровосмешения? Давайте сразу же откажемся от наивной гипотезы, будто всякое литературное произведение основано на реальном событии из жизни автора. Я уже упоминала о том, что судьба даровала мне только сводного брата, на девятнадцать лет старше меня, с которым, на мое счастье, мы виделись лишь время от времени; он бывал со мной либо сварлив, либо угрюм и порядком-таки отравил мне детство. К моменту, когда я начала писать «Anna, soror...», я не встречалась с этим милым братцем уже лет десять. Из вежливости по отношению к сторонникам вышеупомянутой гипотезы я не стану отрицать, что некоторые вымышленные ситуации, возникающие в голове у романиста, можно уподобить негативному изображению ситуаций реальных; в моем случае, однако, точным негативом был бы не младший брат, охваченный греховной страстью, а любящий и преданный старший брат.— Юрсенар М. Послесловие, с. 375
Тем не менее, она полагает, что неспроста назвала героя Мигелем, поскольку первенцы мужского пола в её семье всегда носили имя Мишель, и потому она «не могла дать герою этой истории другое имя, нежели то, каким все сестры в нашем роду называли своего брата».
Художественное значение темы инцеста, согласно мнению Маргерит Юрсенар, состоит в её важности, как одного из немногих запретов традиционной морали, устоявшего в современную эпоху:

В самом деле, принадлежность к двум враждующим кланам, как в «Ромео и Джульетте», в наших цивилизациях редко воспринимается как неодолимая преграда; адюльтер давно стал обыденным явлением, а с упрощением процедуры развода и вовсе потерял свою притягательность; даже однополая любовь получила право на существование. Один лишь инцест остается запретным и постыдным делом, его почти невозможно доказать даже в тех случаях, когда он явно имеет место.— Юрсенар М. Послесловие, с. 376
В России новелла была издана в 2003 в переводе Н. Кулиш.

## Комментарии
1. ↑  Инцест между родителями и детьми она не рассматривает, поскольку в художественной литературе, как и в реальной жизни, он обычно связывается с сексуальным насилием в семье и злоупотреблением властью (Юрсенар, с. 366—367)
2. ↑  По мнению Юрсенар, если о важности темы для писателя судить по частоте обращения к ней, то Байрон и Томас Манн были одержимы темой инцеста. Причины интереса Байрона широко известны, о мотивах немецкого классика можно только догадываться (Юрсенар, с. 367—369)